# Chlamydomonas reinhardtii
Chlamydomonas reinhardtii — вид зелених водоростей родини Chlamydomonadaceae. Вид поширений в ґрунті і прісній воді по всьому світі.

## Опис

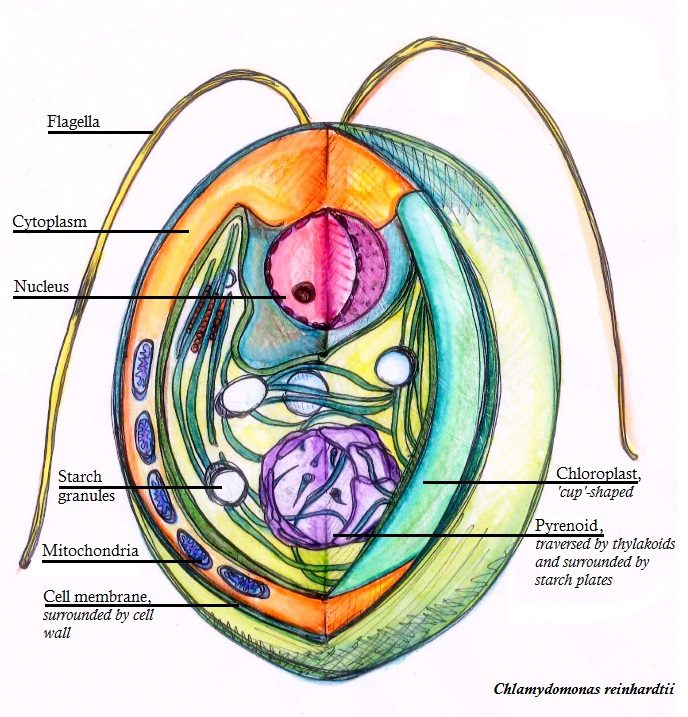
Схематична будова клітини Chlamydomonas reinhardtii

Це рухома одноклітинна зелена водорість. Діаметр клітини близько 10 мкм. Плаває за допомогою двох рівних джгутиків, розташованих на звуженому передньому кінці. Біля основи джгутиків є дві невеликі скорочувальні вакуолі. Основний компонент клітинної стінки — глікопротеїни, багаті на гідроксипролін. У клітинній стінці також присутнія розчинна фракція моносахаридів і олігосахаридів. Целюлоза в ній відсутня. Хлоропласт великий, чашоподібний, містить великий піреноїд і світлочутливе вічко (стигму). Звичайні (немутантні) штами можуть рости на звичайному культуральному середовищі, що містить неорганічні солі, на світлі використовуючи фотосинтез для забезпечення клітини енергією. Також можуть рости в повній темряві, використовуючи ацетат як джерело вуглецю.

## Спосіб життя
С. reinhardtii, як і інші представники роду Chlamydomonas, має складний життєвий цикл. Гаплоїдні вегетативні клітини розмножуються мітозом. В умовах нестачі поживних речовин (наприклад, азоту) вони багаторазово діляться мітозом, утворюючи гамети. Потім різнорідні гамети попарно зливаються, утворюючи диплоїдні зиготи. Зигота оточена щільною клітинною стінкою, що дозволяє пережити несприятливий час. При настанні сприятливих для життя умов зигота ділиться мейозом на 4 гаплоїдні вегетативні клітини.

## Значення
Використовується як модельний організм для дослідження різних біологічних процесів. Генетично модифікований Chlamydomonas reinhardtii використовується для отримання амілоїдного білка сироватки ссавців, протеїну антитіл людини, фактора росту судинного ендотелію людини, потенційної терапевтичної вакцини проти вірусу папіломи людини, потенційної вакцини проти малярії і препарат, який можна використовувати для лікування раку.